# Adolf Thiele (Admiral)

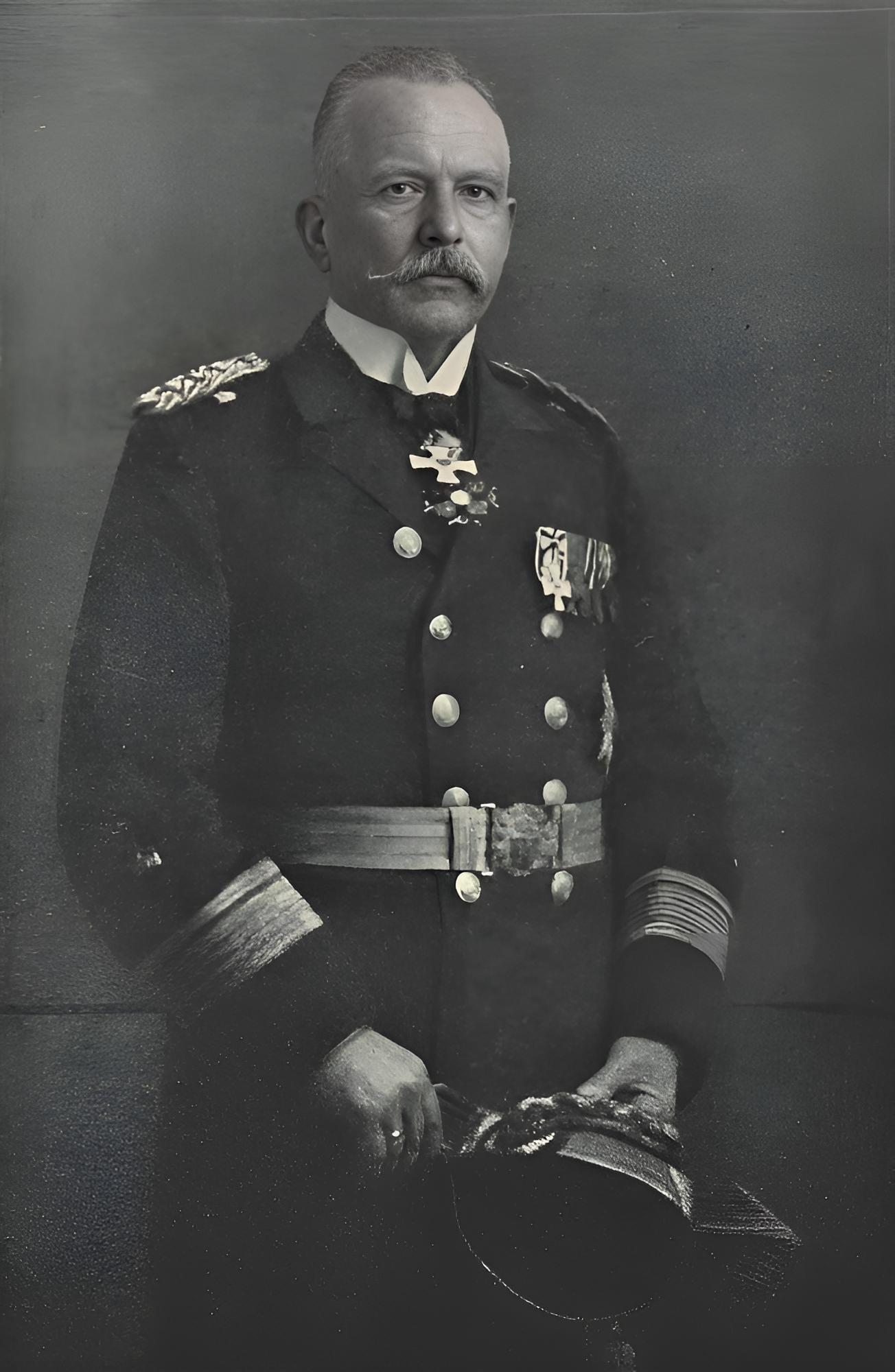
Konteradmiral Adolf Thiele, Juli 1903

Adolf Thiele, auch Adolph Thiele (* 28. November 1853 in Hanau; † 5. August 1941 in Bremen) war ein deutscher Konteradmiral der Kaiserlichen Marine.

## Leben
Adolf Thiele trat am 2. Mai 1870 in die Marine des Norddeutschen Bundes ein. Am 14. April 1877 zum Leutnant zur See befördert, war er im darauffolgenden Jahr in der I. Matrosendivision. Als Kapitänleutnant (Beförderung am 15. Januar 1885) war er 1891 als Erster Offizier auf der Preußen.
Am 12. Mai 1891 wurde er Korvettenkapitän. Im gleichen Jahr besetzte er die neu geschaffene Stelle eines Stabsoffiziers beim Stabe der Manöverflotte. Aus dieser Dienststellung ging später die des Ersten Admiralstabsoffiziers hervor. Ab Mitte Juni 1893 war er aus dem Stab der Manöverflotte kommend, in das Reichsmarineamt kommandiert und diente dort bis 1896 in der Nautischen Abteilung.
Im August 1896 übernahm er die Prinzeß Wilhelm, welche vor der chinesischen Küste eingesetzt wurde. Von September 1896 bis November 1896 war das Schiff in Nagasaki zur Grundüberholung, bevor es bis Januar 1897 aufgrund eines Maschinenschadens ausfiel. Am 5. April 1897 wurde er zum Kapitän zur See befördert. Im November 1897 war das Schiff unter Thieles Kommando bei der Besetzung von Kiautschou eingesetzt. Im Januar 1898 gab er das Kommando ab. Später war er Kommandeur der II. Matrosendivision. Von September 1900 bis Oktober 1901 war er Kommandant der Kaiser Wilhelm II.
Von 1903 bis 1930 war er als Konteradmiral z. D. Reichskommissar beim Seeamt in Bremerhaven.
Ab 1908 war er Vorsitzender des Bund Deutscher Marinevereine und blieb dies bis 1919. Anschließend wurde er zum Ehrenvorsitzenden ernannt. Unter seiner Führung konnte u. a. die Mitgliederzahlen verdoppelt und die Überführung ein einen Verein durchgeführt werden.